# Kurt Klaudy
Kurt Karl Maria Klaudy (né le 12 avril 1905 à Vienne, mort le 3 décembre 2009 dans la même ville) est un architecte autrichien.

## Biographie
En raison de l'activité professionnelle de son père, directeur des chemins de fer à Troppau, Klaudy passe ses années de lycée dans cette ville. Afin de permettre au fils d'étudier, la famille déménage à Vienne en 1924. Kurt Klaudy étudie entre 1924 et 1928 à l'université technique de Vienne, où Siegfried Theiss, Max Ferstel, Rudolf Salinger et Karl Mayreder sont ses professeurs. Pendant ses études, il fait un stage dans le bureau de Robert Oerley. À la recherche d'un premier emploi, Klaudy écrit à un certain nombre d'architectes bien connus (Adolf Loos, Frank L. Wright, Le Corbusier, etc.). Il travaille pendant une courte période dans le bureau d'Adolf Loos ; Loos est déjà gravement malade à l'époque, Klaudy ne l'a jamais connu et n'a pas d'ordre. Il étudie aussi l'histoire de l'art avec Josef Strzygowski à l'université de Vienne entre 1924 et 1929. Après avoir son doctorat en 1929 avec une thèse sur l'urbanisme au Moyen Âge, il ouvre son bureau en 1930. Il réalise sa première mission, une villa pour trois familles, en 1930 à Vienne-Hernals, Braungasse 38 ; elle est présentée à l'Exposition universelle de 1935. En 1934, Klaudy conclut une association architecturale avec Georg Lippert qui dure jusqu'en 1945. En 1936, il acquiert le droit de devenir ingénieur civil, mais exerce entre 1939 et 1951. En 1952, il est de nouveau certifié en tant qu'ingénieur civil.
Klaudy est membre de la Zentralvereinigung der Architekten Österreichs à partir de 1932 et membre de la Chambre des ingénieurs et architectes de Vienne en 1936.
Après la Seconde Guerre mondiale, Klaudy travaille à Brégence, où il doit étudier les possibilités de construire des installations souterraines de production industrielle dans le Vorarlberg. Après avoir d'abord refusé le voyage à Vienne et reçu des commandes pour un certain nombre de projets d'urbanisme dans le Vorarlberg, il ne revient à Vienne qu'en 1955.
Au cours des dernières années de sa vie, Klaudy traite de sujets historiques dans le domaine de l'histoire de la ville. En plus des sources historiques et des résultats de la recherche historique, il utilise aussi des découvertes archéologiques et ses expériences personnelles en tant qu'architecte et urbaniste.

## Œuvre

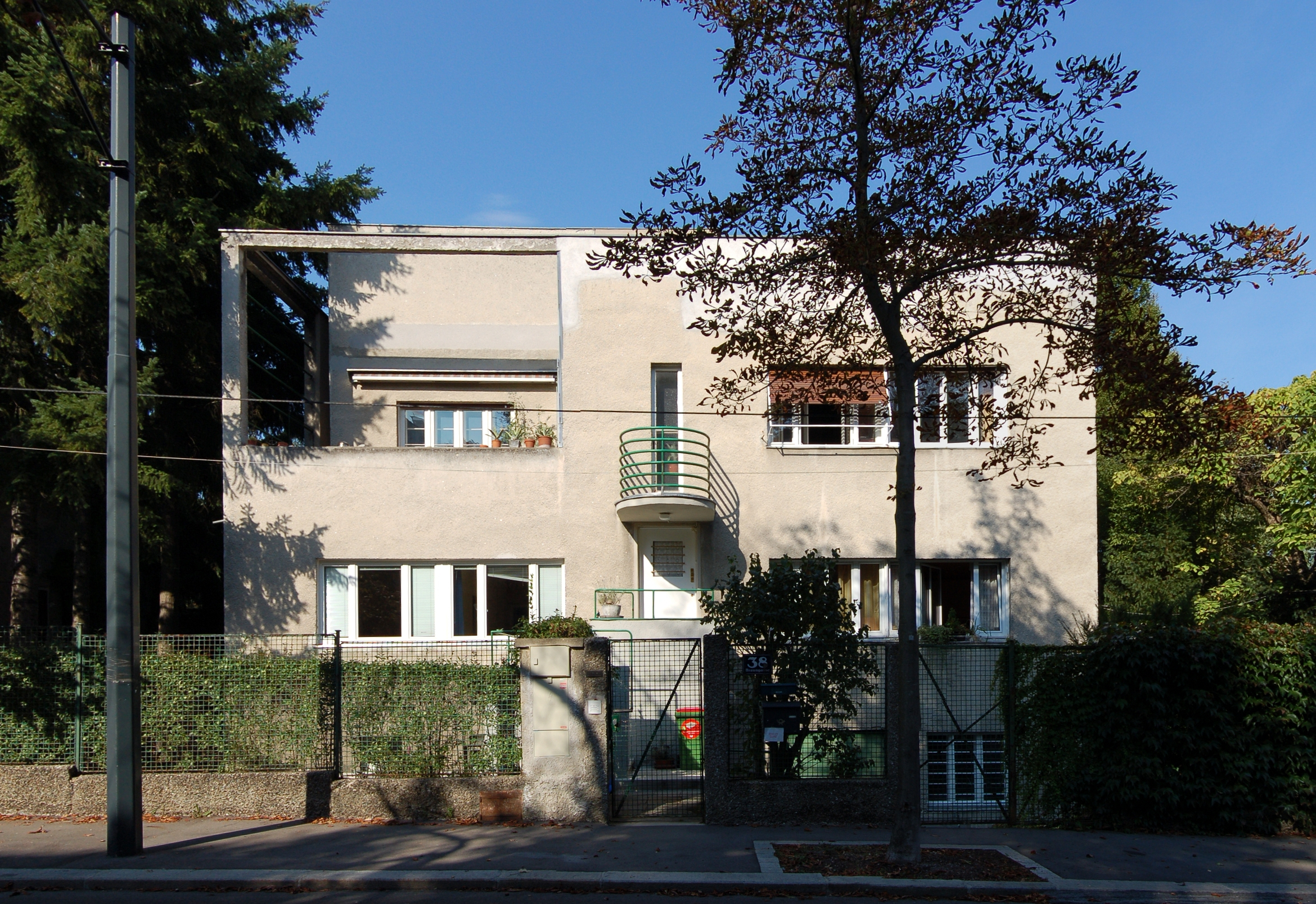
Immeuble de résidence, Vienne-Hernals, Braungasse 38

L'activité quantitative la plus importante de Kurt Klaudy réside dans la construction industrielle. Les autres points focaux de son travail sont les travaux d'urbanisme ainsi que les projets de circulation pour les autoroutes et le chemin de fer, pour lesquels il publie plusieurs traités. De plus, Klaudy développe un important travail de construction résidentielle. Ses bâtiments les plus représentatifs sont l'aéroport de Vienne-Schwechat et les installations de la zone franche du port de Vienne.
Le travail de Klaudy commence à une époque où le style international domine. Les exigences de fonctionnalité ciblée et de renonciation à l'ornementation sont les mots clés de la Nouvelle Objectivité. L'œuvre de Klaudy suit les maximes de Le Corbusier, mais aussi les principes architecturaux de Frank Lloyd Wright, qui préfère des formes d'expression plus personnelles.
Il anticipe le problème de la circulation automobile dans la grande ville et a construit un "mini taxi libre-service" et dépose une demande de brevet en 1982.

## Réalisations
- Immeuble de résidence, Vienne-Hernals, Braungasse 38
- Église Saint-Hubert-Saint-Christophe (de) (1935–1936), avec Georg Lippert
- Maison, Vienne-Döbling, Heiligenstädter Straße 161 (1935–1936), avec Georg Lippert
- Couvent des Dominicains de Vienne, construction de la Dominikanerhof (1936–1937) avec Anton Liebe et Georg Lippert[1]

## Crédit d'auteurs
- (de) Cet article est partiellement ou en totalité issu de l’article de Wikipédia en allemand intitulé « Kurt Klaudy » (voir la liste des auteurs).